# فرودگاه منطقه‌ای بووریگارد
فرودگاه منطقه‌ای بووریگارد (به انگلیسی: Beauregard Regional Airport) یک فرودگاه همگانی بهره‌برداری هوایی با کد یاتا DRI است که یک باند فرود آسفالت دارد و طول باند آن ۱۲۸۶ متر است. این فرودگاه در کشور ایالات متحده آمریکا قرار دارد و در ارتفاع ۶۲ متری از سطح دریا واقع شده‌است.